# 江擁輝
江 擁輝（こう ようき、1917年 - 1991年2月13日）は、中華人民共和国の軍人、政治家。江西省瑞金県（現在の江西省瑞金市）の出身で、階級は中国人民解放軍少将（1955年授与）。
1931年に中国共産主義青年団、1933年には中国工農紅軍に参加し、1935年に中国共産党へ入党して、長征などに参加した。日中戦争期には、八路軍115師保衛部巡視員、343旅686団の営政治幹事、営政治教導員、魯南支隊6団副政治委員、5旅13団政治処主任、14団政治委員、山東浜海軍区13団営政治教導員、営長（大隊長）、団長（連隊長）などを務めた。
国共内戦期には、東北民主連軍第1縦隊1師2団団長、副師長（副師団長）、師長、第四野戦軍第38軍112師師長、軍参謀長を務め、四平戦役、遼瀋戦役、平津戦役などに参加。なかでも1946年初頭の秀水河戦役においては国民党軍の1個連隊、4個大隊と1個砲兵連隊を殲滅する武功を上げ、中央軍委と民主連軍総部の表彰を受けた。
人民共和国の成立後は、中国人民志願軍第38軍副軍長（副軍団長）、軍長として朝鮮戦争に参戦した後、瀋陽軍区副参謀長、旅大警備区副司令員、司令員、瀋陽軍区参謀長、副司令員、福州軍区司令員を歴任。中国共産党中央委員会第9、10、11、12期中央委員。第13期中央顧問委員会委員。
二級八一勲章、二級独立自由勲章、一級解放勲章を受賞した。
1991年2月13日、瀋陽市にて病没。

## 参照
- 江拥辉 - 瑞金市人民政府
- 江拥辉--中国共产党新闻--人民网
- 江擁輝   中共政治菁英資料庫